# インド鉄道WAM1形電気機関車
インド鉄道WAM-1形交流電気機関車（インドてつどうWAP-1がたこうりゅうでんききかんしゃ）は、かつてインド鉄道（Indian Railways）が所有していた交流電気機関車。インド初の交流電気機関車である。

## 概要・運用
1925年のボンベイ地区の電化（直流1,500V）以降、独立後も含めたインドの鉄道は直流電化によって行われ、電気機関車についてもそれに合わせた直流機関車の導入が続いた。しかし、フランスを中心とした電機メーカーによる欧州連合の売り込みにより、1959年以降の電化は交流電化（25,000V、50Hz）によって行われる事となった。それに伴い、インド初の交流電気機関車として導入されたのがWAM-1形である。
全車とも欧州連合が製造を行い、当時のフランス国鉄の交流電気機関車にも用いられていたイグナイトロン整流器を搭載している。幾つかの構造については失敗に終わったものの、以降インド国内で製造される電気機関車の多くはWAM-1形を基礎とした設計が行われるようになった。
100両が製造されたものの、2015年時点で全車両が営業運転から引退している。
なお、形式名の「WAM」は、「広軌（W）交流（A）貨客両用（M）機関車」と言う意味である。